# Ferrocarril Bakú-Tiflis-Kars
El Ferrocarril Bakú-Tbilisi-Kars (BTK) o Baku-Tbilisi-Ajalkalaki-Kars (BTAK) es corredor ferroviario resultado de la asociación de Azerbaiyán, Georgia y Turquía. Tras la primera prueba realizada el 27 de septiembre de 2017 por un tren de pasajeros desde Tbilisi hasta Ajalkalaki, el BTK fue inaugurado en la ceremonia por el Presidente de Azerbaiyán Ilham Aliyev en Alyat el 30 de octubre de 2017. El proyecto Baku-Tbilisi-Kars tiene el objetivo de completar un corredor de transporte que une Azerbaiyán con Turquía (y por lo tanto con Asia Central) por ferrocarril.

## Historia
En 1993, Turquía para apoyar a Azerbaiyán en su conflicto con Armenia tras la Guerra de Alto Karabaj cerró su frontera con Armenia, y el ferrocarril Kars-Gyumri-Tbilisi, que pasaba por Armenia dejó de existir. En julio de 1993 por primera vez fue discutido entre los partes sobre un proyecto ferroviario entre Azerbaiyán y Turquía a través de Georgia, destinado a constituir una alternativa a la ruta cerrada. 
En enero de 2005 fue firmado por los tres países un acuerdo multilateral para construir la ruta. Debido a la falta de financiamiento en ese momento, el proyecto fue postergado. Sin embargo, durante la inauguración del oleoducto Bakú-Tbilisi-Ceyhan en mayo de 2005, los presidentes de Azerbaiyán, Georgia y Turquía discutieron una vez más la posibilidad de construir el ferrocarril entre tres países.

## La construcción
Para la construcción del ferrocarril en territorio georgiano, Azerbaiyán está otorgando un préstamo de 200 millones de dólares a Georgia para 25 años con una tasa de interés anual del 1 %.
La realización del proyecto de ferrocarril BTK se inició el 7 de febrero de 2007, cuando se firmó un acuerdo intergubernamental. Se ha previsto la construcción de la línea de ferrocarril de la estación de Ajalkalaki, en Georgia hasta la estación del ferrocarril en la ciudad Kars, de longitud de 105 km, 76 km de los cuales corresponde a la parte turca, 29 km al territorio georgiano.

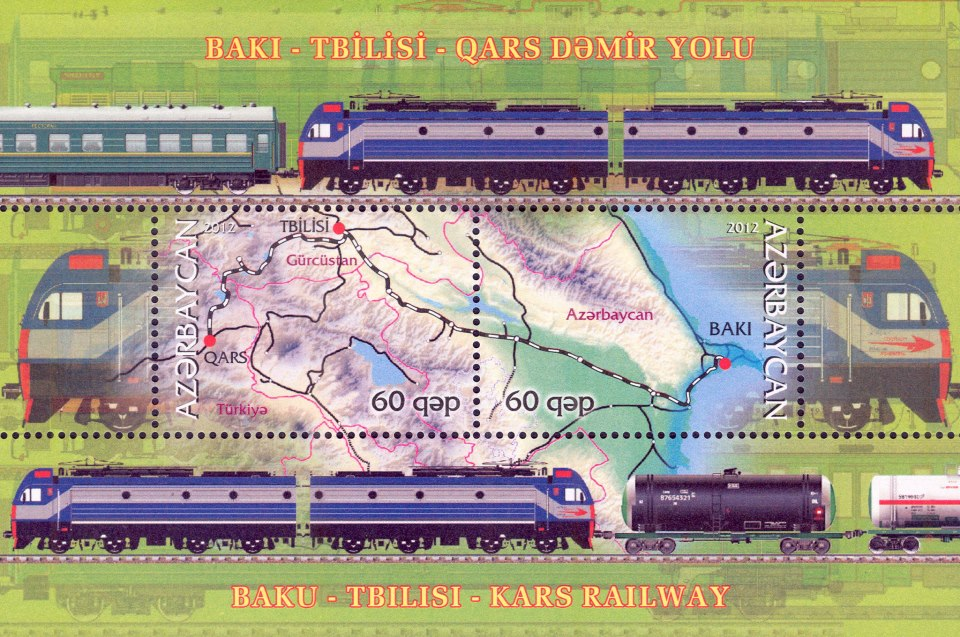
Estampilla azerbaiyana

Inicialmente el costo del proyecto fue de 422 millones de dólares, 202 millones de los cuales debería haberse dirigido a la construcción de la parte georgiana, 220 millones de la turca. A finales del año de 2008, el costo total del proyecto supera los 600 millones de dólares. Azerbaiyán y Turqía se sufragan los gastos por igual. En su parte Azerbaiyán otorgó por la mínima tasa de interés de Georgia para la construcción de la carrera de akhalaki a la frontera con Turquía. También Azerbaiyán por su costa realizó la reconstrucción de carrera Marneuli-Ajalkalaki.  
También en el contexto del proyecto para el futuro se prevé la construcción del ferrocarril de Kars a Najicheván.

## Inauguración de la ruta
El 31 de octubre de 2017 tuvo lugar la gran ceremonia inaugural del principal proyecto de transporte. 
A la ceremonia de inauguración asistieron el presidente de Azerbaiyán, Ilham Aliyev, y el presidente de Turquía, Recep Tayyip Erdoğan, acompañados por sus primeras damas, el primer ministro de Kazajistán, Bakytzhan Sagintayev, el primer ministro de Georgia, Giorgi Kvirikashvili, el primer ministro de Uzbekistán, Abdulla Aripov, los ministros de Transporte de Tayikistán y Turkmenistán, así como otros dignatarios de primer nivel.

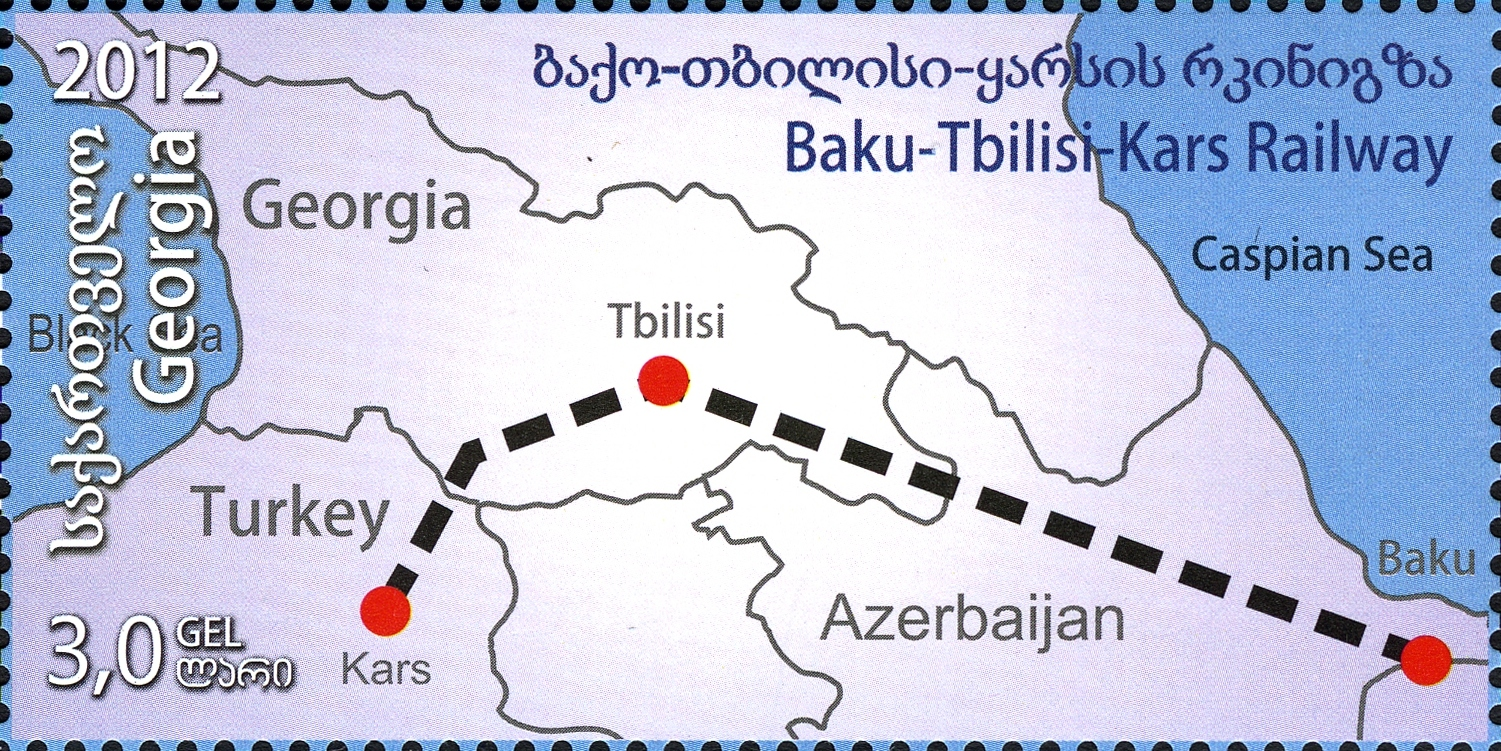
Estampilla georgiana

"BTK es la ruta más corta y fiable que conecta Europa con Asia. Está previsto que transporte 5 millones de toneladas de carga en la primera etapa y 17 millones de toneladas en la siguiente etapa" - declaró el presidente Aliyev.
A su vez, el presidente Erdogan destacó la importancia estratégica de este proyecto para la reactivación de la Nueva Ruta de la Seda y remarcó que, con la inauguración del proyecto BTK, "el punto clave del Corredor Medio ya se ha completado".   
A la ceremonia le siguió el accionamiento simbólico de los sistemas de fijación de la vía férrea y el movimiento de las agujas del ferrocarril que dieron la salida oficial al primer tren de carga por la línea de ferrocarril BTK. El tren de carga llegó al nuevo puerto de Bakú en Alat después de atravesar 2846 km desde el noroeste de Kazajistán y de cruzar el Mar Caspio en un transbordador ferroviario. Viajó otros 2002 km en cuatro días desde Bakú hasta el puerto de Mersin en Turquía.
Los primeros pasajeros del tren eran funcionarios de tres estados de alto rango. La línea de ferrocarril, de 846 km de longitud, conecta estratégicamente Azerbaiyán, Georgia y Turquía y desempeñará un rol fundamental en el Corredor Medio como parte de la iniciativa Cinturón y Ruta de la Seda. Aunque la mayoría de las partes de la línea de ferrocarril Bakú-Tbilisi-Kars (BTK) fueron modernizadas, se construyó un segmento de 109 km de longitud que va desde Georgia (30 km) hasta Turquía (79 km). Por ferrocarril Bakú-Tbilisi-Kars potencialmente se puede llevar alrededor de 34-35 millones de toneladas de carga al año.
En la fase inicial de BTK se prevé el transporte de hasta 1 millón de pasajeros y de 6,5 millones de toneladas de carga. La recién inaugurada línea de ferrocarril ofrece nuevas oportunidades para el transbordo de carga desde China y el Extremo Oriente hacia la región mediterránea y Europa a través de una ruta terrestre más corta y más rápida (14-18 días).  
La Unión Europea acoge con satisfacción el nuevo corredor ferroviario que, junto con las inversiones, la mejora de la infraestructura y la coordinación logística proporcionará una mejor conectividad, nuevas oportunidades comerciales y un mayor comercio.

## Objetivos del proyecto
El objetivo principal del proyecto es desarrollar las relaciones económicas entre los tres países u obtener inversión extranjera directa por medio de la unión de Europa con Asia.  